# Método de van den Bergh
El método de Van den Bergh, también conocida como reacción diazo, es la prueba más comúnmente utilizada en la práctica clínica para cuantificar el nivel de Bilirrubina conjugada. Es especialmente útil en el diagnóstico diferencial de la ictericia obstructiva, en la cual, debido a un taponamiento de las vías de excreción biliar (por ejemplo, Colelitasis), hay un aumento desmedido en la concentración sérica de bilirrubina.

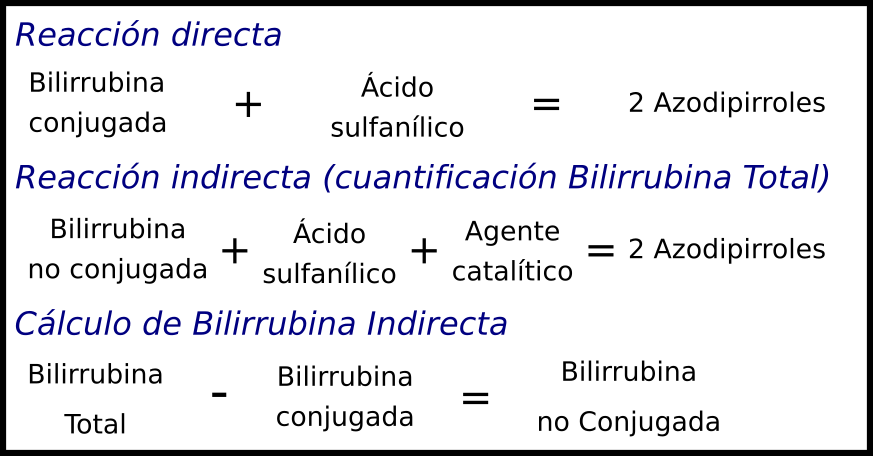
Resumen de los procesos de cuantificación de bilirrubinas en el método de Van den Bergh. La reacción indirecta, se realiza posterior a la directa, por lo que la lectura del espectofotómetro calcula las dos. La diferencia del "Cálculo de Bilirrubina indirecta" se realiza con base en las lecturas espectofotométricas obtenidas en las dos etapas de la reacción.

## Reacción
El estudio se realiza en dos etapas, ambas involucrando el uso del ácido sulfanílico diazoado (diazo: doble enlace de sulfuro).
La bilirrubina total del suero reacciona con el ácido sulfanílico para producir una molécula de azodipirrol, un compuesto coloreado púrpura que puede ser analizado a través de espectrofotometría. En la primera etapa, la bilirrubina conjugada (la porción de la bilirrubina total unida a ácido glucorónico), reacciona con el ácido en cuestión de segundos, representando la etapa inicial de coloración. A esta se le conoce como reacción directa, y es la razón por la cual a este tipo de bilirrubina también se le conoce como "directa".
La segunda etapa corresponde a la reacción indirecta. La bilirrubina no conjugada reacciona con el ácido sulfanílico mucho más lentamente, por lo que se utiliza un agente catalizador como urea o etanol para facilitar el proceso (lo cual le confiere la característica de indirecta). 30 minutos después, la bilirrubina no conjugada (libre) reacciona completamente con el suero y, utilizando espectrofotometría, se cuantifica la concentración de bilirrubina total (directa e indirecta).
La diferencia entre la bilirrubina total y la bilirrubina directa medida da como resultado la bilirrubina indirecta.

## Relevancia
La ictericia se define como la "coloración amarillenta de la piel y mucosas debida a un aumento de la bilirrubina que se acumula en los tejidos, sobre todo aquellos con mayor número de fibras elásticas". Es decir, el aumento de la bilirrrubina total da como resultado ictericia. Pero el fenómeno clínico no explica la relación entre los tipos de bilirrubina.
La elevación de la bilirrubina directa sobre la indirecta indica una posible obstrucción de las vías biliares, mientras que la relación inversa (elevación de la bilirrubina indirecta sobre la directa), se debe primordialmente a un problema de anemia hemolítica.
La relevancia de la reacción de diazol es que permite al médico cuantificar la diferencia existente entre la bilirrubina conjugada y la no conjugada, facilitando el proceso diagnóstico de los pacientes con ictericia.